# Kiana de Nixapur
Kiana Hosseini, també reconeguda com la Petita Kiana o Kiana de Nixapur, (2009-2016) fou un estudiant de pre-escolar de set anys de Nixapur, que patí segrest, violació i assassinat pel marit de la seva tia Mehdi N el 15 de setembre de 2016. Mehdi fou penjat en públic 15 dies després, el 30 de setembre de 2016, a Nishapur amb una ordre judicial especial signada pel cap de la justícia iraniana Sadegh Larijani.